# Teatro Politeama
El Teatro Politeama o Teatro Politeama Garibaldi és un teatre situat a la plaça Ruggero Settimo (vulgarment anomenada plaça Politeama), en el centre de Palerm, (Sicília). La forma interior és de ferradura, amb dues files de llotges i amb capacitat per a 950 espectadors. Va ser dissenyat per Giuseppe Damiani Almeyda i construït entre 1867 i 1874. És d'estil neo-clàssic. Almeyda s'inspirà en els edificis de Pompèia.